# Сехнер
Сехне́р (чув. Сехнер) — посёлок в Ибресинском районе Чувашской Республики. Входит в состав Буинского сельского поселения.

## География
Находится в центральной части Чувашии на расстоянии приблизительно 8 км на юг по прямой от районного центра посёлка Ибреси.

## История
Основан в 1930 году переселенцами из села Хормалы в связи с организацией сельхозартели «Сехнер». Позднее посёлок вошёл в состав колхоза им. 17 партсъезда. В 1932 году учтено 124 жителя, в 1979 году — 122. В 2002 году отмечено 22 двора, в 2010 — 12.

## Население
Население составляло 39 человек (чуваши 100 %) в 2002 году, 11 в 2010.